# Реведоли (Венеција)
Реведоли је насеље у Италији у округу Венеција, региону Венето.
Према процени из 2011. у насељу је живело 132 становника. Насеље се налази на надморској висини од -3 м.